# Raiffeisenbank Neustadt
Die Raiffeisenbank Neustadt eG ist eine deutsche Genossenschaftsbank mit Sitz in der rheinland-pfälzischen Gemeinde Neustadt (Wied) im Landkreis Neuwied im nördlichen Rheinland-Pfalz. 

## Geschichte
Die heutige Raiffeisenbank Neustadt eG ist die älteste Darlehnskasse nach dem von Friedrich Wilhelm Raiffeisen entwickelten Genossenschaftsmodell. Nach der 1825 gegründeten Privatsparkasse zu Lerbach (heute: Volksbank im Harz eG in Osterode) ist sie die weltweit zweitälteste ländliche Kreditgenossenschaft. In der Gemeinde Anhausen wurde am 27. März 1862, unter der Mitwirkung Raiffeisens der „Darlehnskassen-Verein für das Kirchspiel Anhausen“ gegründet. Raiffeisen war zu der Zeit Bürgermeister von Heddesdorf, das Kirchspiel Anhausen gehörte zu seinem Verwaltungsbereich. Das von Raiffeisen hierfür entworfene Regelwerk wurde 1866 in Raiffeisens Publikation „Die Darlehnskassen-Vereine als Mittel zur Abhilfe der Noth der ländlichen Bevölkerung…“ abgedruckt und war als „Normalstatut für rein ländliche Bezirke“ Modell für viele später gegründete Darlehnskassenvereine. Zum Kirchspiel Anhausen gehörten die Gemeinden Anhausen, Meinborn, Rüscheid und Thalhausen. Der Anhausener Darlehnskassenverein gehörte zu den ersten Kreditgenossenschaften Deutschlands.
Im Verwaltungsbereich der Bürgermeisterei Neustadt erfolgte die erste Genossenschaftsgründung zum 6. Juni 1869 unter dem von Raiffeisen empfohlenen Namen „Wied-Neustadter Darlehns-Cassen-Verein eingetragene Genossenschaft“. Der § 2 des von Raiffeisen entworfenen Statuts lautete:
„Der Verein hat den Zweck, die Mitglieder desselben durch Gewährung der nötigen Geldmittel in den Stand zu setzen, die Früchte ihres Fleißes selbst zu genießen und zu einer möglichen Selbstständigkeit zu gelangen, welche anderweitige fremde Hilfe unnötig macht.“
Schon drei Jahre später, zum 9. Juni 1872, wurde neben der Darlehensgewährung auch das Spargeschäft eingeführt.
Nach dem Ende des Zweiten Weltkrieges wurde die Firmierung der Genossenschaft in „Raiffeisenkasse eGmuH“ und zum 1. Januar 1963 in „Raiffeisenbank eGmbH“ geändert.
Die Spar- und Darlehnskasse Meinborn eGmuH mit dem Sitz in Meinborn fusionierte 1957 mit dem Rüscheider Raiffeisen Spar- und Darlehnskassen-Verein eGmuH mit dem Sitz in Rüscheid zur Raiffeisenkasse Meinborn eG m.u.H. und anschließend mit unbekanntem Datum mit der Raiffeisenkasse e.G.m.b.H. des Kirchspiels Anhausen. Ebenfalls 1957 fusionierte der Fernthaler Spar- und Darlehnskassen-Verein eGmuH mit dem Sitz in Fernthal mit dem Wied-Neustadter Darlehns-Cassen-Verein eGmuH zur Raiffeisenkasse eGm.u.H. Neustadt/Wied.
Im Jahr 1967 fusionierten dann die Raiffeisenkasse e.G.m.b.H. Wiedmühle mit dem Sitz in Wiedmühle und die Raiffeisenkasse eGmbH Windhagen mit dem Sitz in Windhagen mit der inzwischen als Raiffeisenkasse eGmbH Neustadt/Wied firmierenden Bank in Neustadt (Wied) zur Raiffeisenbank eGmbH Neustadt/Wied.
Durch die Fusion der Raiffeisenbank Asbach eG mit dem Sitz in Asbach im Jahr 1978 mit der Raiffeisenbank eG St. Katharinen mit dem Sitz in Sankt Katharinen entstand die Raiffeisenbank Asbach–Sankt Katharinen eG. Im Jahr 1993 fusionierte dann die Raiffeisenbank eG. Asbach–St. Katharinen mit der Raiffeisenbank Neustadt/Wied eG zur Raiffeisenbank Asbach-Neustadt eG.
Durch die Fusion im Jahr 2003 der Raiffeisenbank Asbach-Neustadt eG mit dem Sitz in Neustadt (Wied) mit der Raiffeisenbank Straßenhaus eG mit dem Sitz in Straßenhaus entstand die heutige Raiffeisenbank Neustadt eG. Die Raiffeisenbank Straßenhaus eG fusionierte zuvor im Jahr 1979 mit der Raiffeisenkasse eG des Kirchspiels Anhausen.

## Rechtsverhältnisse
Die Raiffeisenbank Neustadt eG (lt. GnR „Raiffeisenbank Neustadt e.G.“) ist im Genossenschaftsregister beim Amtsgericht Montabaur unter GnR 10238 eingetragen.

## Organisationsstruktur
Rechtsgrundlagen sind das Genossenschaftsgesetz und die durch die Vertreterversammlung beschlossene Satzung. Organe der Bank sind der Vorstand, der Aufsichtsrat und die Vertreterversammlung.

## Sicherungseinrichtung
Die Raiffeisenbank Neustadt eG ist der amtlich anerkannten Sicherungseinrichtung des Bundesverbandes der Deutschen Volksbanken und Raiffeisenbanken GmbH und der zusätzlichen freiwilligen Sicherungseinrichtung des Bundesverbandes der Deutschen Volksbanken und Raiffeisenbanken e.V. angeschlossen.

## Geschäftsausrichtung
Die Raiffeisenbank Neustadt eG betreibt das Universalbankgeschäft. Im Verbundgeschäft arbeitet sie mit der DZ Bank, R+V Versicherung, Bausparkasse Schwäbisch Hall, Teambank, VR Leasing, DZ Hyp und der Union Investment zusammen.

## Geschäftsgebiet
Das Geschäftsgebiet liegt in der Mitte und im Norden des Landkreises Neuwied. Das Geschäftsgebiet umfasst etwa ein Drittel des Landkreises Neuwied.
An diesen Orten betreibt die Bank Filialen:
- Neustadt (Wied) (Hauptstelle, jur. Sitz)
- Anhausen (Geschäftsstelle)
- Asbach (Geschäftsstelle)
- Sankt Katharinen (Geschäftsstelle)
- Straßenhaus (Geschäftsstelle)
- Windhagen (Geschäftsstelle)